# Oliver Ford Davies
Oliver Robert Ford Davies (Londra, 12 agosto 1939) è un attore e scrittore britannico.

## Carriera

### Cinema e televisione
L'attore è noto al grande pubblico soprattutto per il ruolo di Sio Bibble nella seconda serie cinematografica di Guerre stellari – ossia nei film La minaccia fantasma (1999), L'attacco dei cloni (2002) e La vendetta dei Sith (2005) – mentre in televisione per il personaggio ricorrente di Peter Foxcott nella serie Kavanagh QC (1995-2001). Nel 2012 appare nel primo episodio della seconda stagione de Il Trono di Spade nel ruolo di Maestro Cressen.

### Teatro
Molto attivo in ambito teatrale, Ford Davies ha recitato nel ruolo di Polonio in Amleto con la Royal Shakespeare Company e nel ruolo del re di Francia in Tutto è bene quel che finisce bene al Royal National Theatre nel 2009. Nel 2010 ha rivestito il ruolo di Balfour alla prima di The Promise di Ben Brown, dramma incentrato sulla dichiarazione Balfour del 1917. Nel 2014 è tornato in teatro con la Royal Shakespeare Company interpretando il giudice Shallow nell'Enrico IV, parte II.
È stato premiato con il Laurence Olivier Award nel 1990 come migliore attore per Racing Demon di David Hare, ma ha ricevuto la nomination in altre due occasioni – come attore non protagonista – nel 2002 per Absolutely! e nel 2009 per Amleto.

## Filmografia parziale

### Cinema
- Dossier confidenziale (Defence of the Realm), regia di David Drury (1986)
- Scandal - Il caso Profumo (Scandal), regia di Michael Caton-Jones (1989)
- Anestesia letale (Paper Mask), regia di Christopher Morahan (1990)
- Ragione e sentimento (Sense and Sensibility), regia di Ang Lee (1995)
- La mia regina (Mrs Brown), regia di John Madden (1997)
- La signora Dalloway (Mrs Dalloway), regia di Marleen Gorris (1997)
- Titanic Town, regia di Roger Michell (1998)
- Un marito ideale (An Ideal Husband), regia di Oliver Parker (1999)
- Star Wars - Episodio I - La minaccia fantasma (Star Wars: Episode I - The Phantom Menace), regia di George Lucas (1999)
- Blow Dry, regia di Paddy Breathnach (2001)
- I visitatori alla conquista dell'America (Just Visiting), regia di Jean-Marie Poiré (2001)
- Rivelazione (Revelation), regia di Stuart Urban (2001)
- Star Wars - Episodio II - L'attacco dei cloni (Star Wars: Episode II - Attack of the Clones), regia di George Lucas (2002)
- Johnny English, regia di Peter Howitt (2003)
- The Mother, regia di Roger Michell (2003)
- Gladiatress, regia di Brian Grant (2004)
- Star Wars - Episodio III - La vendetta dei Sith (Star Wars: Episode III - Revenge of the Sith), regia di George Lucas (2005)
- Heidi, regia di Paul Marcus (2005)
- Il profondo mare azzurro (The Deep Blue Sea), regia di Terence Davies (2011)
- Ritorno al Bosco dei 100 Acri (Christopher Robin), regia di Marc Forster (2018)
- Triangle of Sadness, regia di Ruben Östlund (2022)

### Televisione
- Jamie – serie TV, 2 episodi (1971)
- Gli invincibili (The Protectors) – serie TV, 1 episodio (1973)
- Crown Court – serie TV, 4 episodi (1974-1977)
- A Very British Coup – miniserie TV, 3 episodi (1988)
- A Taste for Death – miniserie TV, 6 episodi (1988)
- Casualty – serie TV, 1 episodio (1989)
- Ispettore Morse (Inspector Morse) – serie TV, 1 episodio (1991)
- Van der Valk – serie TV, 1 episodio (1992)
- Le avventure del giovane Indiana Jones (The Young Indiana Jones Chronicles) – serie TV, 1 episodio (1992)
- Anglo Saxon Attitudes – miniserie TV, 3 episodi (1992)
- Maigret - serie TV, 1 episodio (1993)
- MacGyver e il tesoro perduto di Atlantide (MacGyver: Lost Treasure of Atlantis) – film TV (1994)
- Wycliffe – serie TV, 1 episodio (1996)
- Pie in the Sky – serie TV, 1 episodio (1997)
- Heartbeat – serie TV, 1 episodio (1999)
- Poirot (Agatha Christie's Poirot) – serie TV, episodio 7x01 (2000)
- Kavanagh QC – serie TV, 26 episodi (1995-2001)
- Jack e il fagiolo magico (Jack and the Beanstalk: The Real Story) – film TV (2001)
- The Way We Live Now – miniserie TV, 4 episodi (2001)
- Foyle's War – serie TV, 1 episodio (2002)
- Spooks – serie TV, 1 episodio (2003)
- Sparkling Cyanide – film TV (2003)
- Giardini e misteri (Rosemary & Thyme) – serie TV, 1 episodio (2003)
- L'ispettore Barnaby (Midsomer Murders) – serie TV, episodio 8x06 (2005)
- Waking the Dead – serie TV, 2 episodi (2007)
- Hamlet – film TV (2009)
- Il Trono di Spade (Game of Thrones) – serie TV, stagione 2, 1 episodio (2012)
- Miss Marple (Agatha Christie's Marple) – serie TV, episodio 6x01 (2013)
- 37 Days – miniserie TV, 1 episodio (2014)
- You, Me and the Apocalypse – serie TV, 2 episodi (2015)

## Doppiatori italiani
Nelle versioni in italiano delle opere in cui ha recitato, Oliver Ford Davies è stato doppiato da:
- Bruno Alessandro in Heidi, Ritorno al Bosco dei 100 Acri
- Gianni Bonagura in La mia regina
- Franco Chillemi in Star Wars - Episodio I - La minaccia fantasma
- Paolo Lombardi in Poirot
- Toni Orlandi in Revelation
- Gil Baroni in Star Wars - Episodio II - L'attacco dei cloni
- Gianni Musy in Johnny English
- Franco Zucca in The Mother
- Luciano De Ambrosis ne Il Trono di Spade
- Carlo Reali in Miss Marple
- Gabriele Martini in Departure
- Gino La Monica in Triangle of Sadness